# Штрауфхайн
Штрауфхайн (нем. Straufhain) — община в Германии, в земле Тюрингия. 
Входит в состав района Хильдбургхаузен.  Население составляет 2824 человека (на 31 декабря 2010 года). Занимает площадь 57,41 км².
Коммуна подразделяется на 9 сельских округов.